# Aufmerksamkeitsdefizit-/Hyperaktivitätsstörung
Die Aufmerksamkeitsdefizit-/Hyperaktivitätsstörung (ADHS) ist eine Störung der neuronalen Entwicklung.
ADHS äußert sich durch Probleme mit Aufmerksamkeit, Impulsivität und Selbstregulation; manchmal kommt zusätzlich starke körperliche Unruhe (Hyperaktivität) hinzu.
Die Störung wurde früher als reines Verhaltensproblem gesehen, während sie heute zunehmend als komplexe Entwicklungsabweichung des Selbstmanagement-Systems im Gehirn verstanden wird. ADHS kann dabei auch als ein Extremverhalten aufgefasst werden, das einen fließenden Übergang zur Normalität zeigt. Eine ADHS-Diagnose erfordert daher, dass die Auffälligkeiten sehr stark ausgeprägt und in den meisten Situationen beständig seit der Kindheit vorhanden sind. Symptome allein haben jedoch keinen Krankheitswert: Erst wenn diese zusätzlich stark die Lebensführung beeinträchtigen oder zu erkennbarem Leiden führen, ist eine ADHS-Diagnose gerechtfertigt.
Die weltweite Häufigkeit des ADHS unter Kindern und Jugendlichen wird mit etwa 5,3 % beziffert. Die Häufigkeit von ADHS in Deutschland liegt bei ca. 4,4 %. Sie gilt heute als häufigste psychiatrische Erkrankung bei Kindern und Jugendlichen. Jungen werden merklich häufiger diagnostiziert als Mädchen. Verlaufsstudien haben gezeigt, dass bei 40 bis 80 % der diagnostizierten Kinder die Störung auch in der Adoleszenz fortbesteht. Im Erwachsenenalter schließlich ist mindestens in einem Drittel der Fälle noch eine beeinträchtigende ADHS-Symptomatik nachweisbar (siehe ADHS bei Erwachsenen).
Für die Entstehung von ADHS werden mehrere miteinander wechselwirkende Faktoren verantwortlich gemacht, welche einen Einfluss auf die Hirnentwicklung haben. Dabei spielen vor allem genetische Veranlagungen, aber auch Umwelteinflüsse im Umfeld der Geburt (prä-, peri- und früh postnatal) eine entscheidende Rolle.
Je nach Person kann die Störung jedoch sehr unterschiedliche Folgen haben. Meist stehen Betroffene und ihre Angehörigen unter erheblichem Druck: Misserfolge in Schule oder Beruf, ungeplante frühe Schwangerschaften, Drogenkonsum und die Entwicklung weiterer psychischer Störungen wurden oft beobachtet. Dazu kommt ein deutlich erhöhtes Risiko für Suizide, Unfälle und unabsichtliche Verletzungen sowie versehentliche Vergiftungen. Diese allgemeinen Risiken müssen jedoch nicht in jedem Einzelfall relevant sein. Die Behandlung richtet sich daher nach dem Schweregrad, dem Leidensdruck, den jeweiligen Symptomen und Problemen sowie dem Alter der betroffenen Person.
Forschungen zur Ursachenaufklärung und Therapieverbesserung laufen seit Jahrzehnten. Heute (Stand 2022) sind die Vorteile einer individuell angepassten Behandlung geklärt; ebenso wie die Nachteile einer versäumten oder fehlerhaften Behandlung. Anzeichen für eine langfristige Erholung veränderter Gehirnfunktionen durch angemessene (pharmakologische) Behandlung sind bereits vielfach mit modernen bildgebenden Verfahren nachgewiesen worden.

## Bezeichnungen und Abkürzungen
Neben ADHS existieren viele alternative Bezeichnungen und Abkürzungen. Einige davon beschreiben übereinstimmende Krankheitsbilder (z. B. Hyperkinetische Störung (HKS) oder Aufmerksamkeitsdefizit-/Hyperaktivitätssyndrom), während andere teilweise spezielle Ausprägungen bezeichnen. International wird von der attention deficit hyperactivity disorder (ADHD) oder attention deficit/hyperactivity disorder (AD/HD) gesprochen.
Umgangssprachlich noch weit verbreitet – wenn auch in der jüngeren Fachliteratur nicht mehr gebräuchlich – ist die Bezeichnung Aufmerksamkeitsdefizitsyndrom oder -störung (ADS). Besonders Betroffene mit vorwiegender Aufmerksamkeitsstörung ohne ausgeprägte Hyperaktivität verwenden die Abkürzungen ADS und ADD (englisch). Durch sie soll zum Ausdruck kommen, dass Hyperaktivität nicht immer zwingend als Symptom vorhanden ist. Veraltet sind die Bezeichnung Minimale Cerebrale Dysfunktion (MCD) oder Hyperkinetische Reaktion des Kindesalters; die Diagnose Psychoorganisches Syndrom (POS) wird nur noch in der Schweiz verwendet.

## Diagnostik und Klassifizierung
Wie bei allen psychischen Störungsbildern sind die in der Internationalen Klassifikation der Krankheiten (ICD) der Weltgesundheitsorganisation und dem Diagnostic and Statistical Manual of Mental Disorders (DSM) der American Psychiatric Association Beschreibungen und festgelegten Kriterien zur Diagnose von ADHS international anerkannt. In Deutschland ist die darauf aufbauende S3-Leitlinie von DGKJP, DGPPN und DGSPJ maßgeblich (siehe unter Literatur).
Die ADHS-Symptome und -Eigenschaften sind dimensional in der Bevölkerung verteilt. Sie stellen für sich genommen noch keine Krankheitsanzeichen dar. Um ADHS eindeutig und kategorial zu diagnostizieren, sind diese verbreiteten Symptome daher weniger hilfreich als ihre Auswirkungen auf die Lebensführung. Für die Diagnostik ist somit entscheidend, ob es auch zu einer eingeschränkten Funktionsfähigkeit, Lebensqualität oder Teilhabe im Alltag kommt. Falls nur ein Lebensbereich betroffen ist, kann dies ein Hinweis auf eine andere psychische Störung sein.
Maßgeblich für die Diagnose von ADHS ist das klinische Bild. Zur Diagnose geeignete Biomarker sind nicht bekannt.

### Klassifizierung nach ICD

#### Nach ICD-10
In der ICD-10 wird das Krankheitsbild unter der Oberkategorie Hyperkinetische Störungen (F90) aufgeführt, die der Gruppe der Verhaltens- und emotionalen Störungen mit Beginn in der Kindheit und Jugend zugeordnet ist. Folgende Formen werden dabei unterschieden:
- Einfache Aktivitäts- und Aufmerksamkeitsstörung (F90.0) – Kriterien für Unaufmerksamkeit, Impulsivität und Hyperaktivität sind erfüllt.
- Hyperkinetische Störung des Sozialverhaltens (F90.1) – Kriterien von F90.0 und einer Störung des Sozialverhaltens (F91) sind gleichzeitig erfüllt.
- Sonstige hyperkinetische Störungen (F90.8) – muss nicht alle Kriterien nach F90.0 erfüllen.
- Hyperkinetische Störung, nicht näher bezeichnet (F90.9) – soll nur bei Unklarheit zwischen F90.0 und F90.1 verwendet werden.

Für die Diagnose des ADHS als Hyperkinetische Störung nach F90.0, F90.1 oder F90.9 sind „beeinträchtigte Aufmerksamkeit, Überaktivität und Impulsivität notwendig“.
Eine Aufmerksamkeitsstörung ohne Hyperaktivität (entsprechend dem vorwiegend unaufmerksamen Subtyp im DSM) kann in der Kategorie Hyperkinetische Störungen (F90) nicht verschlüsselt werden. Dafür muss die Restkategorie Sonstige näher bezeichnete Verhaltens- und emotionale Störungen mit Beginn in der Kindheit und Jugend – Inkl.: Aufmerksamkeitsstörung ohne Hyperaktivität (F98.8) benutzt werden.
Kodierung des vorwiegend hyperaktiv-impulsiven Typus im Schema der ICD-10
Eine Hyperkinetische Störung, bei der die Kriterien für Unaufmerksamkeit nicht voll erfüllt sind, kann unter F90.1 oder F90.8 kodiert werden.
Sonstige Varianten
Viele Experten beschreiben auch subklinische Varianten, andere spezielle Ausprägungen oder Störungsbilder, die etwa nicht zu Hause, aber in der Schule vorkommen. Diese wurden jedoch, wie der vorwiegend unaufmerksame Typus, 1992 nicht unter der Hauptklassifikation F90.– der ICD-10 aufgenommen, „da die empirische prädikative Validierung noch unzureichend ist“. Diese können ebenfalls unter der ICD-Ziffer F98.8 oder unter F90.8 klassifiziert werden.

#### Nach ICD-11
Die im Jahr 2018 veröffentlichte 11. Revision der ICD (ICD-11) führt ADHS nun unter dem Schlüssel 6A05 (Attention deficit hyperactivity disorder) als neuronale Entwicklungsstörung auf. Die Kategorie Hyperkinetische Störungen ist entfallen.

### Nach DSM-5
Im DSM-5 (2013, revidiert 2022) ist ADHS im Kapitel der neuronalen Entwicklungsstörungen (Neurodevelopmental disorders) eingeordnet. Für eine Diagnose müssen Betroffene mindestens eins der folgenden zwei Verhaltensmuster zeigen:
- Unaufmerksamkeit (inattention)
- Hyperaktivität-Impulsivität (hyperactivity-impulsivity)

Für beide Verhaltensmuster werden jeweils neun mögliche Symptome angegeben:
Unaufmerksamkeit
1. schafft es oft nicht, genau auf Einzelheiten zu achten oder macht Flüchtigkeitsfehler bei Schularbeiten, der Arbeit oder anderen Tätigkeiten,
2. hat oft Schwierigkeiten, die Aufmerksamkeit längere Zeit bei Aufgaben oder beim Spielen aufrechtzuerhalten,
3. scheint oft nicht zuzuhören, wenn direkt angesprochen,
4. folgt Anweisungen oft nicht vollständig und schafft es oft nicht, Schularbeiten, lästige Arbeiten oder Pflichten am Arbeitsplatz zu vollenden (Verlust von Konzentration; Ablenkung),
5. hat oft Schwierigkeiten, Aufgaben und Aktivitäten zu organisieren (z. B. unordentliches, planlos-desorganisiertes Arbeiten; hält Termine und Fristen nicht ein),
6. vermeidet oft, mag nicht oder ist widerwillig bei Aufgaben, die längere geistige Anstrengung erfordern (z. B. Mitarbeit im Unterricht; Ausfüllen von Formularen),
7. verliert oft Gegenstände, die für Aufgaben oder Aktivitäten nötig sind (z. B. Schulmaterial, Stifte, Bücher, Werkzeug, Portemonnaie, Schlüssel, Schreibarbeiten, Brille, Mobiltelefon),
8. ist oft leicht von äußeren Reizen oder irrelevanten Gedanken abgelenkt (Reizoffenheit),
9. ist oft vergesslich bei täglichen Aktivitäten (z. B. bei Besorgungen, Bezahlen von Rechnungen, Einhalten von Verabredungen).

Hyperaktivität-Impulsivität
1. hampelt oft mit Händen oder Füßen, schlägt mit ihnen Takt oder windet sich auf dem Sitz,
2. verlässt oft den Sitzplatz in Situationen, in denen Sitzenbleiben erwartet wird,
3. läuft oft herum oder klettert in unpassenden Situationen (bei Jugendlichen oder Erwachsenen reicht hier ein subjektives Gefühl der Unruhe),
4. ist oft nicht in der Lage, ruhig zu spielen oder an Freizeitaktivitäten ruhig teilzunehmen,
5. ist oft „auf dem Sprung“ oder handelt „wie getrieben“ (z. B.: kann nicht länger ruhig an einem Platz bleiben bzw. fühlt sich dabei sehr unwohl, z. B. in Restaurants),
6. redet oft übermäßig viel,
7. platzt oft mit einer Antwort heraus, bevor die Frage fertig gestellt ist oder beendet die Sätze anderer,
8. kann nur schwer warten, bis er/sie an der Reihe ist (z. B. beim Warten in einer Warteschlange),
9. unterbricht oder stört andere häufig (z. B. platzt in Gespräche, Spiele oder andere Aktivitäten hinein; benutzt die Dinge anderer Personen ohne vorher zu fragen; bei Erwachsenen: unterbricht oder übernimmt Aktivitäten anderer).

Weitere Bedingungen
Eine ADHS-Diagnose ist nur dann möglich, wenn sowohl ausreichend viele spezielle als auch alle allgemeinen Bedingungen vorliegen (siehe Tabelle).
| Notwendige spezielle Bedingungen | Notwendige allgemeine Bedingungen |
| --- | --- |
| - Für jedes der beiden Verhaltensmuster muss eine Mindestanzahl an Symptomen aus obiger Liste vorliegen: - für Kinder und Jugendliche (bis 16 Jahren): sechs von neun Symptomen - für Jugendliche (ab 17 Jahre) und Erwachsene: fünf von neun Symptomen - Diese Symptome sind während der letzten 6 Monate beständig in einem mit dem Entwicklungsstand nicht zu vereinbarenden Ausmaß aufgetreten. - Sie wirken sich direkt negativ auf soziale und schulische oder berufliche Aktivitäten aus. - Die Symptome sind nicht ausschließlich ein Ausdruck von Trotz, Feindseligkeit oder Verständnisschwierigkeiten. | - A) Es handelt sich um ein durchgehendes Muster von Unaufmerksamkeit oder Hyperaktivität-Impulsivität, welches das Funktionsniveau oder die Entwicklung beeinträchtigt. - B) Mehrere Symptome dieses Musters traten bereits vor dem Alter von 12 Jahren auf. - C) Mehrere Symptome dieses Musters bestehen in zwei oder mehr verschiedenen Lebensbereichen (z. B. zu Hause, in der Schule oder bei der Arbeit; mit Freunden oder Verwandten; bei anderen Aktivitäten). - D) Es sind deutliche Hinweise dafür vorhanden, dass sich die Symptome störend auf die Qualität des sozialen, schulischen oder beruflichen Funktionsniveaus auswirken oder dieses reduzieren. - E) Die Symptome können nicht durch eine andere psychische Störung besser erklärt werden (z. B. Schizophrenie oder psychotische Störung, affektive Störung, Angststörung, dissoziative Störung, Persönlichkeitsstörung, Substanzintoxikation oder -entzug). |

### Schweregrad
Die Einteilung der Schweregrade wird in der S3-Leitlinie Anlehnung an DSM-5 vorgenommen. Bei der Beurteilung wird die Stärke der Symptomausprägung und Funktionsbeeinträchtigung herangezogen und kann wie folgt angegeben werden:
- Leicht: Es treten wenige oder keine Symptome zusätzlich zu denjenigen auf, die zur Diagnosestellung erforderlich sind, und die Symptome führen zu nicht mehr als geringfügigen Beeinträchtigungen in sozialen, schulischen oder beruflichen Funktionsbereichen.
- Mittel: Die Ausprägung der Symptome und der funktionellen Beeinträchtigung liegt zwischen „leicht“ und „schwer“ d. h., trotz einer nur geringen Symptomausprägung besteht eine deutliche funktionelle Beeinträchtigung durch die Symptomatik oder trotz derzeit nur geringfügigen Beeinträchtigungen in sozialen, schulischen oder beruflichen Funktionsbereichen übersteigt die Ausprägung der Symptomatik deutlich das zur Diagnosestellung erforderliche Ausmaß.
- Schwer: Die Anzahl der Symptome übersteigt deutlich die zur Diagnosestellung erforderliche Anzahl oder mehrere Symptome sind besonders stark ausgeprägt oder die Symptome beeinträchtigen erheblich die soziale, schulische oder berufliche Funktionsfähigkeit

### Methoden der Diagnose
Eine Diagnose sollte sich auf Informationen aus unterschiedlichen Quellen stützen, da ein einzelner Test oder nur ein Lebensumfeld nicht die komplette Differenzialdiagnostik abdecken kann. Zur grundlegenden Diagnostik gehören daher neben der Befragung des betroffenen Kindes, der Eltern bzw. Erzieher und Lehrkräfte auch eine gründliche psychologische Testdiagnostik, eine neurologische Untersuchung sowie eine Verhaltensbeobachtung.
Eine testpsychologische Untersuchung sollte mindestens ein bis zwei Stunden dauern, um auch eine gründliche Verhaltensbeobachtung in der Testsituation zu gewährleisten. Reine Konzentrationstests (wie etwa der d2-Test von Brickenkamp oder der BP-Konzentrationstest nach Esser) reichen allein nicht aus, um eine Aussage über die Konzentrationsfähigkeit eines Kindes im Alltag zu treffen. Zusätzlich muss eine Reihe weiterer Tests, z. B. der Denkfertigkeiten („Intelligenztest“), durchgeführt werden. Hierbei können die Untertests einen Aufschluss über die Stärken und Schwächen liefern und eine Hilfe in der Diagnosestellung bieten.
In Kliniken oder ärztlichen Praxen wird aus Kostengründen selten zusätzlich eine MRT angefertigt. Ein EEG wird durchgeführt, um Auskunft darüber zu erhalten, ob andere Erkrankungen vorliegen. Vor allem im Falle einer Medikation soll auf diese Weise ausgeschlossen werden, dass etwa eine Epilepsie vorliegt.

### Neuropsychologie
Derzeit werden einige quantifizierbare Merkmale für die Diagnose von Kindern mit ADHS diskutiert. Diese sind teilweise auch mit neuropsychologischen Testverfahren messbar. Im Fokus dieser Diskussion stehen derzeit folgende Merkmale:
- Einschränkung des Arbeitsgedächtnisses[28]
- Beeinträchtigung der Exekutivfunktionen, (z. B. mangelnde Hemmungskontrolle oder Planungsfähigkeit)
- Abneigung gegenüber dem Aufschub von Belohnungen
- motorische Überaktivität
- Regulation von Aktivierung und Wachheit, Störungen der Zeitverarbeitung[29]
- erhöhte inter- und intraindividuelle Variabilität der Reaktionszeit
- dysfunktionale Regulierung der Anstrengungsbereitschaft in Hinblick auf zielbezogenes Verhalten (kurzfristige bzw. entfernte Ziele)

### Subtypen
Das DSM-IV von 1994 enthielt noch eine Aufteilung von ADHS in drei verschiedene Subtypen:
- den vorwiegend unaufmerksamen Typus,
- den vorwiegend hyperaktiv-impulsiven Typus
- den gemischten Typus

Diese Subtypenbildung führte jedoch zu einer sehr großen Heterogenität innerhalb der einzelnen Gruppen und schien für die Behandlungsplanung nicht nützlich. Es zeigte sich auch, dass der individuelle Subtyp zeitlich nicht sehr beständig war und sich über die Lebenszeit oft änderte. So entwickelten sich z. B. Kinder mit hyperaktiv-impulsivem Typus zu Jugendlichen mit gemischtem Typus und wuchsen schließlich zu Erwachsenen mit rein unaufmerksamem Typus heran. Daher wurde in Frage gestellt, ob es sich dabei wirklich um unterschiedliche Arten von ADHS handele oder doch eher um vorübergehende Entwicklungsphasen.
Wegen dieser mangelnden wissenschaftlichen Absicherung der Subtypen spricht das DSM-5 nur noch von verschiedenen Erscheinungsbildern (presentations). Nun werden das vorwiegend unaufmerksame Erscheinungsbild, das vorwiegend hyperaktiv-impulsive Erscheinungsbild und das gemischte Erscheinungsbild unterschieden. Diese sprachliche Abschwächung soll hervorheben, dass es sich um eine Einschätzung eines momentanen Zustands handelt, der sich mit der Zeit ändern kann.
Alle drei Erscheinungsbilder stellen eine Kombination der beiden Verhaltensmuster (Unaufmerksamkeit und Hyperaktivität-Impulsivität) in unterschiedlicher Gewichtung dar. Die Erscheinungsbilder „vorwiegend unaufmerksam oder vorwiegend hyperaktiv-impulsiv“ sind dadurch gekennzeichnet, dass nur für eins der beiden Verhaltensmuster die geforderte Zahl von Einzelsymptomen erreicht sein muss.
Die im Juni 2018 veröffentlichte ICD-11 enthält die gleichen drei Erscheinungsbilder wie das DSM-5.

## Differenzialdiagnostik
Psychische Störungen, die mit ADHS verwechselt werden können, sind insbesondere chronische depressive Verstimmungen (Dysthymie), dauerhafte und beeinträchtigende Stimmungsschwankungen (Zyklothymia oder bipolare Störung) und Borderline-Persönlichkeitsstörung.
ADHS und Autismus weisen Überschneidungen in der Symptomatik auf, v. a. hinsichtlich exekutiver Funktionen und sozialer Interaktionen. Die Unterschiede liegen in der Qualität der Auffälligkeiten. Exekutive Funktionsstörungen betreffen bei ADHS eher Selbstregulation und Problemlösung, bei Autismus insbesondere die kognitive Flexibilität und Handlungsplanung. Bei ADHS äußern sich soziale Schwierigkeiten eher in unmittelbar negativ wahrgenommenen Verhaltensweisen, z. B. durch Unterbrechen anderer Gesprächsteilnehmer, bei Autismus fällt eher ein Mangel an positiv besetzten Verhaltensweisen auf, z. B. mangelnder Blickkontakt, sowie Beeinträchtigungen im sozialen und emotionalen Austausch. Charakteristisch für Autismus sind die intensive Beschäftigung mit Spezialinteressen und eine ausgeprägte Detailwahrnehmung. Betroffene von ADHS fallen eher durch eine starke Desorganisiertheit mit sprunghaftem Denken und Handeln auf, was für Autismus eher untypisch ist.
Zusätzlich erschwert wird die Diagnostik, da die Goldstandards zur Diagnose beider Störungsbilder zu Zeiten des DSM-IV (gültig 1994–2013) entwickelt wurden. Damals galten, ebenso wie im heute noch gültigen ICD-10, ADHS und Autismus als einander ausschließend. Es konnten also nicht beide Diagnosen zugleich gestellt werden. Waren die Kriterien beider Störungsbilder erfüllt, wurde bevorzugt der Autismus diagnostiziert. Laut einer Metaanalyse von 2020, erfüllen jedoch rund 21 % der von ADHS Betroffenen auch die Kriterien für eine Autismus-Spektrum-Störung. Daher können nach DSM-5 und ICD-11 nun auch beide Diagnosen parallel vergeben werden.
Andere medizinische Erkrankungen, die ADHS-ähnliche Symptome verursachen können und vor einer ADHS-Diagnose ebenfalls ausgeschlossen werden müssen, sind: Überfunktion der Schilddrüse (Hyperthyreose), Epilepsie, Bleivergiftung, Hörverlust, Krankheiten der Leber, Atemstillstände während des Schlafs (Schlafapnoe-Syndrom), Arzneimittelwechselwirkungen, Folgen eines Schädel-Hirn-Traumas und das Restless-Legs-Syndrom.

## Begleitende und Folgeerkrankungen
Als Begleiterkrankung (Komorbidität) bezeichnet man ein zusätzlich vorliegendes, diagnostisch abgrenzbares Krankheitsbild. Im Falle auffälligen Verhaltens (wie bei ADHS) kommen als mögliche Begleiterkrankungen zunächst weitere Verhaltensstörungen in Betracht. Diese können entweder mit der Grunderkrankung (ADHS) ursächlich zusammenhängen oder eine Folgeerkrankung davon sein. Sie können jedoch auch ohne naheliegenden Zusammenhang nebenher bestehen.
Psychische Störungen, die statistisch besonders häufig mit ADHS zusammen auftreten, stehen bei der Diagnose im Vordergrund. Bei ca. 75 % der ADHS-Betroffenen liegt eine weitere psychische Störung vor, 60 % haben mehrere psychische Begleiterkrankungen.

### Störungen des Sozialverhaltens
Wenn eine Störung des Sozialverhaltens zusätzlich zu ADHS auftritt, wird die Kombination von beidem im ICD-10 als eigener Subtyp diagnostiziert, und zwar als Hyperkinetische Störung des Sozialverhaltens (F90.1): Hyperkinetische Störung verbunden mit Störung des Sozialverhaltens.
Die Kategorie Störungen des Sozialverhaltens existiert außerdem auch als eigene Kategorie (F91), das heißt getrennt von ADHS. Diese Nachbarkategorie kann jedoch auch bei der ADHS-Diagnose indirekt genutzt werden, da sie die Störungen des Sozialverhaltens in verschiedene Unterkategorien aufteilt (F91.0 bis F91.9). Auf diese Weise können die besonderen persönlichen und sozialen Umstände des Kindes oder des Jugendlichen besser berücksichtigt und eine genauere Diagnose erstellt werden.

### Teilleistungsstörungen
Teilleistungsstörungen wie z. B. die Lese-Rechtschreib-Störung wurden bei bis zu 45 % (Mittelwert verschiedener Studien) der von ADHS Betroffenen festgestellt. Die Unterkategorien sind aufgelistet unter Umschriebene Entwicklungsstörungen schulischer Fertigkeiten (F.81).

### Depressive Erkrankungen
Depression tritt bei Jugendlichen mit ADHS mindestens fünfmal so häufig auf wie bei Jugendlichen ohne ADHS. Wenn die Depression als Begleiterkrankung erst mehrere Jahre nach Beginn von ADHS einsetzt, wird davon ausgegangen, dass sie mindestens teilweise eine Folge der besonderen Belastungen durch ADHS ist. Patienten mit ADHS, die später eine Depression entwickeln, können schwerere depressionsbedingte Funktionsstörungen aufweisen als Patienten mit alleiniger Depression. Dies kann auch das Behandlungsergebnis verschlechtern. Diese Beobachtungen zeigen die Dringlichkeit einer möglichst frühzeitigen und sorgfältigen Diagnose und Behandlung von ADHS auf. Ist eine Depression bereits aufgetreten, so kann eine umsichtige und angepasste multimodale Behandlung meist eine gute Wirksamkeit sowohl gegen ADHS als auch gleichzeitig gegen Depression erreichen. Dabei benötigen viele Patienten in Behandlung mehr als ein Medikament und eine Kombination psychosozialer Interventionen.
Bis zu 31 % aller ADHS-Betroffenen leiden an einer Dysthymie.

### Angststörungen
Angststörungen traten in vielen Studien bei bis zu 25 % der ADHS-Betroffenen auf. Es gab Hinweise darauf, dass sie die Impulsivität abmildern, aber das Arbeitsgedächtnis noch weiter beeinträchtigen. Umgekehrt bekommt die Angststörung durch das ADHS möglicherweise einen weniger phobischen Charakter. Ferner wurde festgestellt, dass das Ausmaß der Ängste mit der Stärke der SCT-Symptome zusammenhing.

### Zwangsstörungen
Zwangsstörungen sind bei von ADHS Betroffenen etwa dreimal so häufig (ca. 8 %) wie bei Nichtbetroffenen (2–3 %).

### Tics & Tourette
Das Tourette-Syndrom ist eine Spektrum-Erkrankung. Dabei stellen gering ausgeprägte vorübergehende Tics das eine Ende und chronische Verläufe mit stark ausgeprägten – auch komplexen – Tics und zahlreichen psychiatrischen Begleiterkrankungen das andere Ende des Spektrums dar. In Klinikpopulationen finden sich bei 80–90 % der Patienten psychiatrische Komorbiditäten. Oft bestehen nicht nur eine, sondern mehrere derartige Begleitsymptome. Im Kindes- und Jugendalter stellt die Aufmerksamkeitsdefizit-/Hyperaktivitätsstörung (ADHS) in ca. 50 % der Fälle die bei weitem häufigste Komorbidität dar. Im Erwachsenenalter sind Zwänge (50–80 %) das häufigste Begleitsymptom, wobei nicht in allen Fällen die Diagnosekriterien einer Zwangsstörung erfüllt sind. Weitere typische Komorbiditäten sind Depressionen, Angststörungen, Wutanfälle, Impulskontrollstörungen, autoaggressive Handlungen und Schlafstörung, bei Kindern auch eine emotionale Dysregulation, Störung des Sozialverhaltens, Teilleistungsstörungen und Lernstörungen und seltener eine Autismus-Spektrum-Störung oder andere tiefgreifende Entwicklungsstörungen.

### Schlafstörungen
Schlafstörungen verschiedener Art (etwa verzögertes Schlafphasensyndrom) sind eine häufige Begleitproblematik beim ADHS. Sie erfordern eine sehr sorgfältige Diagnose und eine entsprechende, individuell angepasste Behandlung.
Inzwischen mehren sich wissenschaftliche Befunde, die auf Störungen des circadianen Rhythmus sowie einen abendorientierten Chronotyp bei ADHS hinweisen.

## Verbreitung und Verlauf
Die Wahrscheinlichkeit, im Verlauf des Lebens für eine begrenzte Zeit oder dauernd von ADHS betroffen zu sein (Lebenszeitprävalenz), wurde 2014 nach Auswertung von Dutzenden umfangreichen Studien auf etwa 7 % geschätzt. Dabei zeigten sich keine Belege für die Annahme, es gäbe eine Zunahme von Diagnosen in den letzten Jahrzehnten. Auch ließen sich für den Zeitraum von 1985 bis 2012 keine methodischen Unterschiede nach Zeit oder Geographie annehmen. Alle derartigen scheinbaren Unterschiede erschienen plausibel durch methodische Unterschiede bei der Datenerfassung.
Das Robert Koch-Institut ermittelte ADHS-Prävalenzen nach Altersklassen, indem es Daten des Kinder- und Jugendgesundheitssurvey (KiGGS) auswertete. Der Datensatz umfasste 14.836 Mädchen und Jungen im Alter von 3 bis 17 Jahren. Demnach hatten im dreijährigen Studienzeitraum (2003–2006) insgesamt 4,8 % (7,9 % Jungen; 1,8 % Mädchen) ein von einem Arzt oder Psychologen diagnostiziertes ADHS. Weitere 4,9 % (6,4 % Jungen; 3,6 % Mädchen) der Teilnehmer galten als ADHS-Verdachtsfälle, da ihr berichtetes Verhalten auf der Unaufmerksamkeits-/Hyperaktivitätsskala des Strengths and Difficulties Questionnaire (SDQ) einen Skalenwert von ≥7 aufwies. Folgende Tabelle stellt dar, wie oft ADHS bei 3–17-jährigen diagnostiziert wird (aufgeschlüsselt nach Altersstufen und Geschlecht).
|                 | Vorschulalter (3–6 Jahre) | Grundschulalter (7–10 Jahre) | Späte Kindheit (11–13 Jahre) | Jugend (14–17 Jahre) |
| --------------- | ------------------------- | ---------------------------- | ---------------------------- | -------------------- |
| ADHS-Häufigkeit | 1,5 %                     | 5,3 %                        | 7,1 %                        | 5,6 %                |
| Jungen          | 2,4 %                     | 8,7 %                        | 11,3 %                       | 9,4 %                |
| Mädchen         | 0,6 %                     | 1,9 %                        | 3,0 %                        | 1,8 %                |

Sichtbar ist der allgemeine Trend, dass die Diagnosehäufigkeit stark vom Vorschulalter über das Grundschulalter bis zur späten Kindheit ansteigt. Dort erreicht sie einen Höhepunkt und sinkt im Jugendalter wieder. Das männliche Geschlecht überwiegt dabei erheblich – zu jeder Zeit sind 4–5 mal mehr Jungen als Mädchen diagnostiziert. Laut KiGGS besteht das ADHS im Erwachsenenalter bei 30–50 % der als Kinder Betroffenen mit Veränderungen fort.
Im Verlauf der individuellen Entwicklung ändert sich meist das Symptombild: Bei betroffenen Vorschulkindern dominiert meist ein hyperaktiv-impulsives Verhalten ohne sichtbare Aufmerksamkeitsstörung. Mit zunehmendem Alter werden jedoch die Aufmerksamkeitsdefizite immer deutlicher erkennbar und treten in den Vordergrund, während die motorische Unruhe abnimmt. Unter Erwachsenen dann ist die Aufmerksamkeitsstörung ohne ausgeprägte Hyperaktivität am häufigsten.

## Zeitliche Steuerung und Koordinierung von Verhalten
Eine Übersichtsstudie wies darauf hin, dass ADHS-Patienten in drei Hauptbereichen der zeitlichen Steuerung und Koordinierung von Verhalten (Timing) auffällig beeinträchtigt sein können. Diese sind im Bereich der motorischen Steuerung, bei der Zeitwahrnehmung und beim Vorausschauen in die Zukunft. Die dadurch am häufigsten auftretenden Schwierigkeiten bei ADHS betreffen sensomotorische Synchronisation, Unterscheidung von Zeitintervallen, Wiedergabe von Zeitintervallen sowie eine Kurzzeit- gegenüber einer Langzeitorientierung. Die Zeitsteuerungsdefizite bleiben auch dann bestehen, wenn ADHS-typische Mängel exekutiver Funktionen als Einflussfaktoren statistisch berücksichtigt werden. Dies wird dahingehend interpretiert, dass kognitive Defizite im Bereich der zeitlichen Steuerung von Verhalten ein eigenständiges Merkmal von ADHS sind.

## Ursachen und Risikofaktoren
Früher wurden zumeist psychosoziale und pädagogische Umweltfaktoren als Verursacher von ADHS angenommen. Erziehungsfehler, Elternproblematik, Vernachlässigung und frühkindliche Traumata standen im Mittelpunkt möglicher Begründungen und Beeinflussungen der Störung. Mittlerweile (Stand 2016) geht man von Vorstellungen aus, die sowohl biologische Faktoren als auch Umwelteinflüsse berücksichtigen.

### Neurobiologie
Gehirn

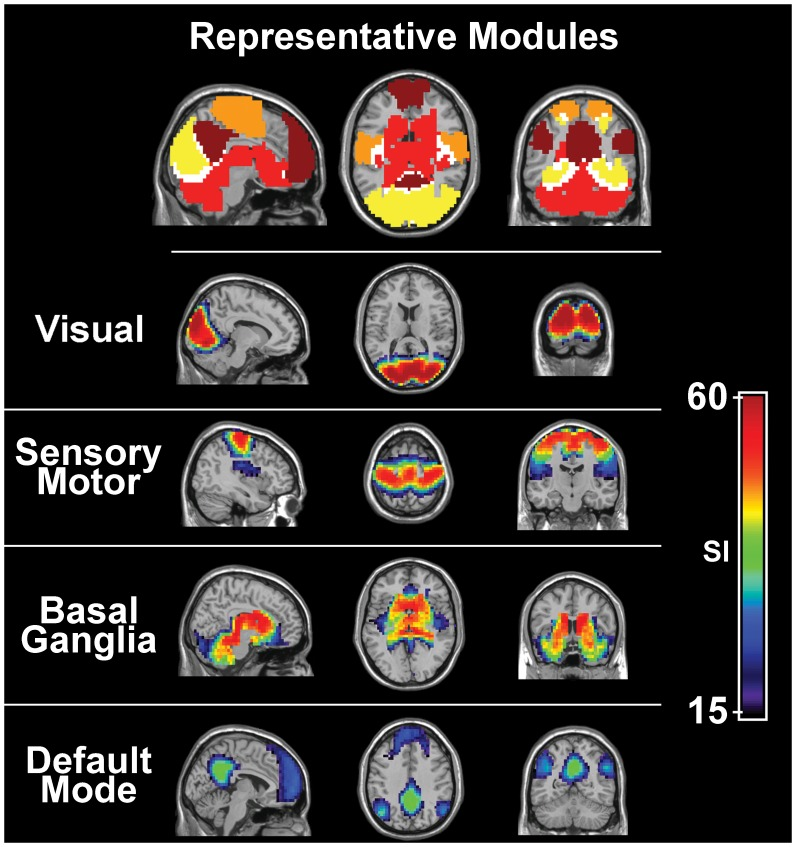
Vier funktionelle Netzwerke im menschlichen Gehirn, getrennt und gemeinsam (oben) dargestellt: Sehsystem (gelb), sensorisch-motorisch (orange), Basalganglien (rot) und Ruhezustand (Default Mode Network) (braun).

Eine Verminderung des Gehirnvolumens und funktionelle Defizite sind bei einer Vielzahl von Kerngebieten immer wieder festgestellt worden. In den letzten Jahren (Stand: Januar 2016) konzentrierte sich die Forschung insbesondere auf die Veränderungen großräumiger neuronaler Netzwerke, die den beobachteten Störungen der Patienten und den beobachteten Unterfunktionen im Gehirn entsprechen. Die Forschung zur Herausbildung der Abweichungen während der Entwicklung des Gehirns in verschiedenen Lebensaltern befindet sich noch (Stand: Januar 2016) in einer frühen Anfangsphase.
Nervenzellen
Die Leitungsbahnen der Nervenfasern im Gehirn (weiße Substanz) zeigen im Gruppenvergleich zwischen von ADHS Betroffenen und Vergleichspersonen anatomische und funktionelle Abweichungen. Seit 2014 wurde zusätzlich festgestellt, dass diese Abweichungen zum Teil spezifisch für bestimmte Teilsymptome sind, wie Aufmerksamkeitsdefizit oder Hyperaktivität. Eine Anwendung dieser neuen Untersuchungsmethoden zur Diagnose ist allerdings auf absehbare Zeit (Stand Januar 2016) nicht zu erwarten, da die Unterschiede der Gehirne von Person zu Person so groß sind, dass signifikante Abweichungen nur zwischen Personengruppen – nicht aber bei Einzelpersonen – feststellbar sind.
Signalübertragung
Die Weiterleitung von Signalen zwischen Nervenzellen durch biochemische Botenstoffe (Neurotransmitter) ist bei ADHS beeinträchtigt. Dies gilt insbesondere für die Übertragung durch Dopamin in den Zentren für Belohnung und Motivation, nämlich im Nucleus accumbens, Nucleus caudatus und in bestimmten Kerngebieten des Mittelhirns. Die langjährige Vermutung, dass auch Signalübertragungen durch den Neurotransmitter Noradrenalin beeinträchtigt sind, ist durch die Wirkung neuerer, sehr spezifischer Medikamente wie Guanfacin zwar stark gestützt worden, konnte jedoch bislang (Stand: Januar 2016) noch nicht abschließend geklärt werden.
Seit 2014 gibt es direkte Nachweise, dass bei ADHS auch spezifische Teile der Signalübertragung durch den Neurotransmitter Glutamat nur in verminderter Funktion ablaufen, insbesondere im Striatum, einer Gehirnregion mit zentraler Bedeutung für Motivation, Emotion, Kognition und Bewegungsverhalten. Mehrere genetische Studien nach 2000 hatten bei von ADHS Betroffenen und ihren Familien Abweichungen in Genen festgestellt, die für Elemente der glutamatergen Signalübertragung kodieren. Schließlich wurde Glutamat von einigen Forschern sogar als möglicher Schlüssel zum Verständnis von ADHS angesehen, insbesondere wegen seiner engen Kopplung mit den genannten Dopamin-Systemen. Durch bildgebende Verfahren des ZNS wurden dann relativ schnell entsprechende Glutamat-Unterfunktionen nachgewiesen.
Paradoxe Reaktionen auf chemische Substanzen
Ein weiteres Anzeichen für die strukturell veränderte Signalverarbeitung im zentralen Nervensystem bei dieser Personengruppe sind die hier auffällig häufigen paradoxen Reaktionen (ca. 10–20 % der Patienten). Dies sind unerwartete Reaktionen in die entgegengesetzte Richtung wie bei einer normalen Wirkung, oder anderweitig stark abweichende Reaktionen. Es handelt sich hierbei um Reaktionen auf neuroaktive Substanzen wie Lokalanästhesie beim Zahnarzt, Beruhigungsmittel, Koffein, Antihistaminika, schwächere Neuroleptika sowie zentrale und periphere Schmerzmittel. Da die Ursachen paradoxer Reaktionen mindestens zum Teil genetisch bedingt sind, kann es in kritischen Situationen, zum Beispiel vor Operationen, sinnvoll sein, nachzufragen, ob solche Auffälligkeiten eventuell auch bei Familienmitgliedern bestehen.

### Genetik
Erblichkeit
Auf der Grundlage von Familien- und Zwillingsstudien wird die Erblichkeit von ADHS auf 70 bis 80 % geschätzt. Das heißt, dass bei einem Vergleich zwei beliebiger Personen der Unterschied in deren ADHS-Ausprägung (bzw. deren Abwesenheit) im Durchschnitt zu 70 bis 80 % auf genetische oder epigenetische Ursachen zurückzuführen ist. Der übrige Anteil von 20 bis 30 % ist demnach Umwelteinflüssen zuzurechnen. Damit gehört ADHS zu den psychiatrischen Erkrankungen, die am stärksten genetisch beeinflusst sind.
Bei Erwachsenen scheinen nach umfangreichen neueren Daten die Erblichkeit und die genetischen Grundlagen insgesamt dieselben zu sein wie bei Kindern.
Gene
Es besteht Einigkeit bezüglich der Notwendigkeit mehrerer genetischer Abweichungen, da einzelne Gene sehr spezielle Einflüsse haben und keines allein eine derart vielfältige Verhaltensabweichung wie bei ADHS bewirken kann. Es wird angenommen, dass mindestens vierzehn bis fünfzehn Gene für die Ausbildung des ADHS von Bedeutung sind. Die genetischen Besonderheiten nehmen Einfluss auf die Neurophysiologie und -chemie in spezifischen Regelkreisen des Gehirns, z. B. zwischen Frontalhirn und Striatum (siehe striato-frontale Dysfunktion). Auch wenn sich dabei zunächst nach außen hin keine Veränderungen zeigen, kann eine grundsätzliche Veranlagung vorliegen, die durch weitere Umstände später dennoch zu Störungen wie ADHS führen kann.
Die genetischen Abweichungen, die bislang mit ADHS in Verbindung gebracht wurden, sind – jede für sich allein betrachtet – nicht spezifisch für ADHS. Sie können – in Kombination mit bestimmten Varianten bei anderen Genen – auch andere verwandte oder nicht verwandte Krankheiten auslösen. Daraus folgt, dass das bisherige Wissen (Stand: Januar 2016) keine Vorhersagen durch genetische Tests bei einer Einzelperson ermöglicht. Bei der Diagnose kann in dieser Hinsicht nicht mehr getan werden, als ein etwaiges Auftreten von ADHS bei nahen Verwandten zu berücksichtigen. Dies jedoch wird im Sinne von rechtzeitigen Diagnosen und Behandlungen dringend empfohlen.

### Schadstoffe
Tabakrauch
Tabakrauchen und Passivrauchen der Mutter während der Schwangerschaft sind mit ADHS und anderen neurologischen Entwicklungsstörungen bei Kindern assoziiert. Ein mögliches Schädigungsmodell durch Nikotin wurde im Tierversuch vorgeschlagen, was sich aber nur bedingt auf den Menschen übertragen lässt. Einen kausalen Zusammenhang beim Menschen nachzuweisen, ist methodisch schwierig, da hier – anders als im Labor – die kausale Beteiligung dritter Faktoren (z. B. genetische Einflüsse oder eine Belastung mit endokrinen Disruptoren) nur schwer ausgeschlossen werden kann. Infolgedessen konnte beim Menschen bisher nur eine Korrelation zwischen pränataler bzw. frühkindlicher Nikotinexposition und ADHS beobachtet werden, jedoch keine Kausalität. Zudem ist bislang nicht ausreichend geklärt, wie groß dieser mögliche Einfluss im Vergleich zu anderen Risikofaktoren ausfällt.
Blei
Es gibt einen statistischen Zusammenhang zwischen der Exposition mit dem Schwermetall Blei und dem Auftreten von ADHS, allerdings ist bislang kein kausaler Zusammenhang erwiesen.
PCB
Polychlorierte Biphenyle (PCB), die zwar inzwischen weltweit verboten, aber als Altlasten noch nahezu überall verbreitet sind, erhöhen das Risiko für ADHS.

### Soziales Umfeld
Belastende Familienverhältnisse treten häufiger in Familien auf, in denen ein Kind von ADHS betroffen ist. Hierbei ist jedoch nicht feststellbar, ob die Familienverhältnisse sich auf die Auslösung oder den Schweregrad von ADHS ausgewirkt haben. Umgekehrt kann auch ADHS belastende Familienverhältnisse erst herbeiführen oder verschärfen, und es zeigte sich, dass Diagnose und Behandlung zur Abnahme von Feindseligkeiten innerhalb der Familie führten.

### Allgemeine Risikofaktoren
Schwangerschafts- und Geburtskomplikationen, ein erniedrigtes Geburtsgewicht, Infektionen, verschiedene Schadstoffe sowie Erkrankungen oder Verletzungen des zentralen Nervensystems gelten als Risikofaktoren; ebenso während der Schwangerschaft stattfindende Belastungen mit Alkohol. Unter anderem ist Meningitis ein signifikanter Risikofaktor für die Entwicklung von ADHS im späteren Kindesalter. Kinder, die eine Meningitis hatten, sollten ärztlich betreut werden, um ADHS-Symptome rechtzeitig zu erkennen und zu behandeln.

#### Schilddrüsenunterfunktion der Mutter
Eine Hypothyreose vor oder während der Schwangerschaft ist mit einem für das Kind signifikant erhöhten Risiko von ADHS und anderen neurologischen Störungen assoziiert, insbesondere wenn die Erkrankung der Mutter im ersten Trimester diagnostiziert wird. Eine Kausalität konnte bislang jedoch nicht zweifelsfrei bestätigt werden, da die zugrundeliegenden Mechanismen noch nicht ausreichend erforscht sind und sich oftmals Überschneidungen mit anderen bekannten Risikofaktoren ergeben. Ebenso unklar ist bislang, ob die Ursache der mütterlichen Erkrankung dabei eine Rolle spielt, also ob die bekannte Korrelation bei Schilddrüsenunterfunktionen generell auftritt oder nur bei bestimmten Erkrankungen, welche die Schilddrüse schädigen, wie etwa Hashimoto-Thyreoiditis oder Jodmangel.

## Behandlungsbedürftigkeit
ADHS kann grob in drei Schweregrade eingeteilt werden (siehe Schweregrad):
- Bei einer leicht betroffenen Person ist die Symptomatik nicht so stark ausgeprägt, dass sie behandlungsbedürftig ist. Sie ist etwas weniger impulsgehemmt und kann sich nicht so gut konzentrieren wie andere Menschen; sie könnte auch eine höhere Kreativität besitzen. Dafür bekommt sie aber am Rande liegende Details sehr viel besser mit. Trotzdem ist eine frühzeitige Information der betroffenen Person und ihres Umfelds über ADHS sowie eine psychosoziale Hilfestellung wichtig. Dadurch können Betroffene in ihrer Entwicklung günstig beeinflusst und die problematischen Symptome abgeschwächt werden.
- Mittelschwer Betroffene sind behandlungsbedürftig und leiden neben ADHS zunehmend unter Folgeerkrankungen (Komorbiditäten). Sie entwickeln aber keine Störung des Sozialverhaltens oder andere soziale Auffälligkeiten. Unter Umständen ergreifen sie einen Beruf, für den sie geistig deutlich überqualifiziert sind. Ohne Behandlung sind Versagen in Schule, Beruf und Privatleben wie auch Suizidversuche[96] wahrscheinlicher.
- Schwer Betroffene haben ein gestörtes Sozialverhalten und ein stark erhöhtes Risiko, ein Suchtverhalten zu entwickeln oder in die Kriminalität abzurutschen. Ohne Behandlung sind sie nur schwer zu (re-)sozialisieren.

Mit einer umfassenden Vorsorge und der Information des Umfelds über die Störung kann man unter Umständen erreichen, dass sich die einzelnen Symptome weniger deutlich ausprägen und ursprünglich schwerer Betroffene in eine schwächere Kategorie fallen. Zu bedenken ist aber, dass der Schweregrad überwiegend neurobiologisch bedingt ist und nur im Rahmen neuronaler Plastizität (Anpassungsfähigkeit) des menschlichen Gehirns beeinflusst werden kann. Mittlerweile weisen erste bildgebende Untersuchungen darauf hin, dass die am weitesten verbreitete Medikation mit Stimulanzien (primär Methylphenidat, siehe unten) Struktur und Funktion des Gehirns in Richtung Normalisierung zu verändern können scheint. Aktuell ist jedoch noch nicht geklärt, wie stark und relevant der Zusammenhang zwischen den gemessenen strukturellen und funktionellen Langzeitveränderungen des Gehirns und spezifischen Verhaltensparametern der ADHS-Symptomatik ist.

## Bedeutung persönlicher Ressourcen von Betroffenen
Neben den bekannten problematischen Symptomen werden ADHS-Betroffenen in der Literatur bisweilen auch spezifische Stärken und positive Eigenschaften zugeschrieben. Diese wurden beispielsweise von Bernd Hesslinger aufgelistet und den defizitären Charakteristika der Symptomatik gegenübergestellt. In der Psychotherapie wird versucht, die individuellen Stärken der Betroffenen zu fördern.
Zu den positiven Eigenschaften, die häufiger ADHS-Betroffenen zugeschrieben werden, zählen zum Beispiel:
- Hypersensibilität, die sich in einer besonderen Empathie und einem ausgeprägten Gerechtigkeitssinn äußern kann,
- Reizoffenheit, die sie Veränderungen oft schnell erfassen lässt,
- Begeisterungsfähigkeit, die sich in besonderer Kreativität und Offenheit ausdrücken kann,
- Impulsivität, die sie, richtig dosiert, zu interessanten Gesprächspartnern macht,
- der Hyperfokus, einem Flow-ähnlichen Zustand, der zu langem, ausdauerndem und konzentriertem Arbeiten an bestimmten Themen führen kann. (Aber auch zu Tagträumen, zur Vernachlässigung der äußeren Realität, zu störenden Wiederholungen und unflexiblem Haftenbleiben an unwichtigen Dingen).
- Hyperaktivität kann auch zu besonderer Begeisterung für Leistungssport führen.

Bei solchen Eigenschaften handelt es sich allerdings um in der Bevölkerung weit verbreitete Persönlichkeitsmerkmale, die sich – losgelöst vom Kontext einer psychiatrischen Störung – zum Beispiel auch in den Dimensionen des empirisch belegten Fünf-Faktoren-Modells wiederfinden. ADHS zu haben, ist somit keine unabdingbare Voraussetzung für die Entwicklung dieser besonderen Fähigkeiten. Die hergestellte Verbindung zwischen spezifischen Stärken und dem Vorhandensein von ADHS wird daher auch scharf kritisiert: Russell A. Barkley bezeichnete die gesehenen Zusammenhänge als „Romantisierung einer ernstzunehmenden Störung“ und „Cherry-picking“.
Die individuellen Stärken und Potenziale ADHS-Betroffener können je nach Schweregrad der Störung und ihrer Begleiterkrankungen maskiert sein. Ein wichtiges Teilziel der multimodalen Therapie ist daher, die individuell vorhandenen Persönlichkeitsressourcen zu identifizieren und zu fördern sowie die (bisweilen erst durch Medikation zu erreichende) Entwicklung und Etablierung vorteilhafter Bewältigungsstile und Gewohnheiten.

## Behandlung
Ziel der Behandlung ist es, das individuell unterschiedlich vorhandene Potenzial auszuschöpfen, die sozialen Fähigkeiten auszubauen und eventuelle Begleitstörungen zu behandeln. Die Behandlung sollte multimodal erfolgen, das heißt, es sollten parallel mehrere Behandlungsschritte durchgeführt werden (z. B. Psychotherapie, psychosoziale Interventionen, Coaching, Pharmakotherapie). Die Wahl der Behandlung richtet sich nach dem Schweregrad der Störung. Meist kann eine Therapie ambulant erfolgen.
Eine teilstationäre Therapie (in einer Tagesgruppe, einer Tagesklinik bzw. eine Heimunterbringung) oder eine stationäre Therapie ist vor allem bei einer besonders schwer ausgeprägten Symptomatik notwendig. Das gilt vor allem bei schwer ausgeprägten komorbiden Störungen (etwa Störung des Sozialverhaltens oder Teilleistungsschwäche wie Legasthenie oder Dyskalkulie), bei mangelnden Ressourcen in Kindergarten oder Schule oder besonders ungünstigen psychosozialen Bedingungen. Eine nicht genügend erfolgreiche ambulante Therapie kann stationär oder teilstationär in einer Einrichtung der Kinder- und Jugendpsychiatrie fortgeführt werden. Dort können die innerfamiliären Beziehungen wieder stabilisiert werden. Dafür ist es zumeist notwendig, die Bezugspersonen in die Behandlung mit einzubeziehen.

### Multimodales Vorgehen
Die multimodale Behandlung kann folgende Hilfen enthalten, die stets auf den Einzelfall abgestimmt sein sollten. Sie können in einem ambulanten sowie einem voll- oder teilstationären Rahmen angewandt werden:
- Aufklärung, Beratung und Fördern der Krankheitsbewältigung (Psychoedukation) der Eltern, des Kindes/Jugendlichen und seiner Erzieher bzw. Klassenlehrer.[101][102][103] Dadurch können u. a. die Symptomatik und soziale Fähigkeiten verbessert werden.[104][105]
- Elterntraining (auch in Gruppen) und Hilfen in der Familie (einschließlich Familientherapie) zur Verminderung möglicher Belastungen in der Familie.
- Hilfen in Kindergarten und Schule (einschließlich Wechsel der Gruppe) zur Verminderung möglicher Belastungen. Es können sowohl spezielle Förderungen für das Kind bzw. den Jugendlichen durch Schulpsychologen erfolgen als auch ein Schulwechsel.
- Pharmakotherapie zur Stützung von Gehirnfunktionen mit dem Ziel einer Verminderung von Unaufmerksamkeit, Impulsivität und Überaktivität in Schule (Kindergarten), Familie oder anderen Umgebungen, siehe Medikation
- Kognitive Verhaltenstherapie des Kindes bzw. des Jugendlichen (ab dem Schulalter) zur Verminderung von impulsiven und unorganisierten Aufgabenlösungen (Selbstinstruktionstraining) oder zur Anleitung der Änderung des Verhaltens bei Problemen (Selbstmanagement).
- Lerntherapie bei einer begleitenden Teilleistungsstörung wie Legasthenie oder Dyskalkulie.
- Neuere Untersuchungen legen einen positiven Einfluss sportlicher Betätigung nahe. Bei ADHS-Patienten wirkt sich diese günstig auf Verhalten und Lernfähigkeit aus.[106]
- Die Behandlung evtl. begleitender Erkrankungen (siehe: Begleitende und Folgeerkrankungen) sollte im Rahmen einer speziell angepassten Gesamtbehandlung erfolgen.

### Information
Eingehende und umfassende Information aller Beteiligten über ADHS ist wesentlicher Bestandteil jeglicher Therapie. Betroffene sollten über die Art der Störung (ADHS ist keine Geisteskrankheit, kein Schwachsinn und keine Faulheit), die Anzeichen (Symptome), die möglichen Schwierigkeiten im Alltag und die vorhandenen Behandlungsmöglichkeiten informiert werden.
Neben dem ärztlich-psychologischen Gespräch gibt es Informationsmaterial sowohl für Eltern als auch für betroffene Kinder und Erwachsene. Dabei nehmen diese in ihrer Gestaltung oft auf die Art der Störung Rücksicht (d. h. wenig Fließtext, viele Zeichnungen usw., seit den 2000er Jahren auch instruktive Videos, zunehmend im Internet, wobei die Seriosität und Interessenslenkung der Websites kritisch einzuschätzen ist).

### Medikation
Eine Medikation ist bei Mittel- und Schwerbetroffenen in vielen Fällen angezeigt. Ziel dieser Behandlung ist es, die Kernsymptomatik zu mindern, die Konzentrations- und Selbststeuerungsfähigkeit zu verbessern sowie den Leidensdruck und Alltagseinschränkungen der Betroffenen zu verringern. Studien deuten darauf hin, dass eine Behandlung mit individuell abgestimmten Medikamenten die Symptome sehr viel wirksamer reduzieren kann als eine alleinige Psychotherapie. In manchen Fällen werden so erst die Voraussetzungen für weitere therapeutische Arbeit geschaffen. Zur medikamentösen Behandlung des ADHS werden am häufigsten Stimulanzien eingesetzt, welche die Signalübertragung durch die Neurotransmitter Dopamin und Noradrenalin im Gehirn verstärken. Dazu gehören Methylphenidat und Amphetamin, die etwa seit Mitte der 1950er Jahre verwendet werden. Etwa 80 % der Betroffenen sprechen darauf an.
Auch bei Betroffenen mit vorwiegend unaufmerksamem Erscheinungsbild (gemäß Einteilung nach DSM) ist die Wirksamkeit von Methylphenidat nachgewiesen. Sie ist hier etwas schwächer. Wenn eine Wirkung besteht (Mehrzahl der Fälle), kann bei dieser Ausprägung jedoch niedriger dosiert werden, um den gewünschten Effekt zu erreichen.

#### Methylphenidat

Die Signalübertragung vom Axon eines Neurons (oben) zum Dendriten eines anderen Neurons (unten) wird normalerweise nach einem erregenden Signal rasch wieder beendet. Dazu befördern Transporter den ausgeschütteten Neurotransmitter zurück in die Präsynapse. Methylphenidat blockiert nun diese Transporter und damit die Wiederaufnahme der Neurotransmitter. Dadurch reichern sich diese im Spalt zwischen den Zellen an und können länger an den Rezeptoren wirken. Als Konsequenz wird die Signalübertragung von Zelle zu Zelle erhöht und verstärkt.

Methylphenidat hemmt die Funktion von Transportern für die Neurotransmitter Dopamin und Noradrenalin. Diese Transporter sitzen in der Zellmembran der signalgebenden (präsynaptischen) Nervenzelle. Die Signalgebung erfolgt durch Ausschüttung von Botenstoffen in den synaptischen Spalt zur Erregung der empfangenden Nervenzelle. Im Zuge der Ausschüttungen kommt es ständig zu einer schnellen Wiederaufnahme (Recycling) der Transmitter zurück in die signalgebenden Zelle. Infolge der Hemmung der Wiederaufnahme (reuptake inhibition) durch Methylphenidat ist die Konzentration der Neurotransmitter im synaptischen Spalt erhöht und dadurch die Signalübertragung zwischen den Nervenzellen länger andauernd verstärkt. Der Effekt von Methylphenidat ist somit eine Signalverstärkung.
Methylphenidat wird seit 1959 eingesetzt und ist im Rahmen der Kurzzeitwirkung umfangreich untersucht worden. Die Auswirkungen von Langzeitanwendungen sind zwar noch nicht vollständig erfasst, es zeichnet sich jedoch deutlich ab, dass sie in der Regel mit einer andauernden Normalisierung der betroffenen Gehirnstrukturen – sowohl in Anatomie als auch Funktion – verbunden sind. Trotzdem sollte der Wirkstoff nur nach sorgfältiger ärztlicher Prüfung (Indikationsstellung) und im Rahmen eines Gesamtkonzeptes einer Behandlung verordnet werden.
In Deutschland wird Methylphenidat unter den Handelsnamen Ritalin, Medikinet, Concerta, Equasym und vielen weiteren vertrieben, da der Produktschutz abgelaufen ist (siehe Generikum). Alle diese Präparate enthalten den gleichen Wirkstoff, jedoch gibt es Unterschiede wie z. B. bei den Füll- und Zusatzstoffen. Das bekannteste Präparat Ritalin hat beispielsweise eine andere Wirkdauer als Concerta oder Medikinet retard, denn bei retardierten Medikamenten wird der Wirkstoff zeitversetzt und kontinuierlich über den Tag an den Körper abgegeben. Das kann sich je nach Patient unterschiedlich auswirken; Wirkung und Nebenwirkung sind daher zu kontrollieren, um gegebenenfalls ein anderes Präparat zu wählen.
Zu bedenken ist, dass es – im statistischen Mittel und möglicherweise nicht durch die Medikation, sondern durch ADHS selbst – zu einer geringen Verzögerung des Wachstums in Größe und Gewicht kommt, die jedoch aufgeholt wird und somit die Endwerte des Wachstums nicht verändert. Ein Nicht-Ansprechen auf Methylphenidat kann Unterschiedliches bedeuten: So kann es sich beim Patienten um einen Non-Responder handeln, bei dem Methylphenidat nicht wirkt, oder die Diagnose wurde nicht richtig gestellt.
Aufgrund der kurzen Wirkzeit kann nach deren Ende ein Rückschlag (rebound) auftreten und zu einer ausgeprägten Steigerung der Ausgangssymptomatik führen. Erklärt wird dies folgendermaßen: die erleichterte Selbstregulation durch den medikamentösen Wirkstoff fällt plötzlich weg, was zunächst zu Anpassungsschwierigkeiten an den vorherigen Zustand ohne Medikation führt. Dieser Effekt kann besonders bei Kindern zu Therapiebeginn sowie bei unregelmäßiger Einnahme auftreten, normalisiert sich meist im Verlauf der Therapie. Empfohlen wird, die Anforderungen an das Kind in der begrenzten Zeit des Rebounds weitgehend zu reduzieren. Möglich ist auch das Umstellen auf ein anderes Dosierungsschema oder Medikament. Eine zu hohe Dosis von Methylphenidat führt ebenfalls zu Unruhegefühl oder innerer Anspannung, selten auch zu einem deutlichen Rückgang der Aktivität mit Mattigkeit und einem verminderten Antrieb. Diese Erscheinungen halten nur für die Wirkdauer an und gehen danach zurück. Durch angemessene Dosisfindung können sie korrigiert werden.
Die sorgfältige ordnungsgemäße Medikation von Methylphenidat hat bei Personen mit ADHS in der Regel keine schädlichen unerwünschten Wirkungen. Nebenwirkungen sind dosisabhängig, für gewöhnlich vermeidbar und bei Beginn der Therapie vorübergehend. Zu den häufigen Nebenwirkungen gehören Appetitminderung oder Magenbeschwerden, Kopfschmerzen und seltener Ticstörungen.
ADHS-Patienten weisen, abhängig vom Schweregrad, ein erhöhtes Suchtrisiko auf. In diesem Zusammenhang wurde der Konsum von Stimulanzien als potenzielles Risiko für eine spätere Suchtentwicklung diskutiert. In zwei Metaanalysen einer Vielzahl von Einzelstudien wurde jedoch gezeigt, dass die Gabe von Methylphenidat das Risiko eines späteren Suchtverhaltens nicht erhöht (Analyse A), sondern im Gegenteil sogar vermindert (Analyse B). Nur bei bewusst missbräuchlicher Verwendung oder extrem hohen Dosierungen besteht die Gefahr einer Toleranz- und einer Abhängigkeitsentwicklung durch Methylphenidat.
Auch bei Erwachsenen stellt die Behandlung mit Methylphenidat nach deutschen Leitlinien eine therapeutische Option dar. Das Bundesinstitut für Arzneimittel und Medizinprodukte hat am 14. April 2011 erstmals einer Indikationserweiterung auf Erwachsene zur Behandlung einer seit Kindesalter fortbestehenden Erkrankung zugestimmt.
Gegenwärtig (Stand Juni 2025) besitzen mehrere Methylphenidat-haltige Medikamente (seit April 2011 Medikinet adult, seit Mai 2014 Ritalin adult, seit 2022 Concerta, seit 2023 Kinecteen) eine Zulassung für Erwachsene. In der Schweiz wird Methylphenidat von der Krankenkasse auch für Erwachsene bezahlt.

#### Amphetamin
Für Patienten, die auf Methylphenidat nicht ausreichend positiv ansprechen, kann eine Behandlung mit Amphetamin erfolgversprechend sein. In Deutschland und in der Schweiz sind dazu die Präparate Attentin (Dexamphetamin-hemisulfat) für Kinder und Jugendliche ab 6 Jahren und Elvanse (Lisdexamfetamin) auch für Erwachsene (als Elvanse Adult) zugelassen. Diese Substanzen gelten als ähnlich sicher und verträglich wie Methylphenidat.
Amphetamin wirkt im Gegensatz zu Methylphenidat (MPH) nicht nur als reiner Wiederaufnahmehemmer, sondern verursacht in erster Linie eine verstärkte Ausschüttung von Noradrenalin und Dopamin. Diese wird unter anderem durch eine Umkehr der Arbeitsrichtung von Transportern für Noradrenalin (NET) und Dopamintransportern (DAT) bewerkstelligt. Im Gegensatz zum Prinzip der Wiederaufnahmehemmung (wie etwa bei Methylphenidat) wird dabei der Transmitterspiegel unabhängig von der Aktivität der Nervenzelle erhöht. Anders als MPH hemmt Amphetamin auch die Monoaminooxidase (MAO) und bindet stark an den TAAR1 (Trace amine-associated receptor 1). Dieser Spurenaminrezeptor moduliert im Gehirn vermutlich stark die Signalübertragung von Monoaminen.
In Deutschland können Amphetamine zusätzlich in der Apotheke als Individualrezeptur angefertigt werden. Im Neuen Rezeptur-Formularium (NRF) sind daher Einträge zu Amphetaminsulfat (Saft nach NRF 22.4 oder Kapseln nach NRF 22.5) und Dexamphetaminsulfat (2,5%ige Tropfen nach NRF 22.9) enthalten.
Auch in der Schweiz können entsprechende Magistralrezepturen verschrieben oder aus dem Ausland importiert werden. Elvanse ist dort ebenfalls zugelassen.
In Österreich ist die Abgabe entsprechender Zubereitungen allen öffentlichen Apotheken gestattet (siehe Rechtliches zu Amphetamin). Sie erfordert die Verschreibung auf einem Suchtgiftrezept. Auch Methamphetamin ist in Österreich verschreibungsfähig.
In den USA sind sowohl Amphetamin- als auch Methamphetamin-Arzneimittel erhältlich.

#### Guanfacin
Falls Methylphenidat oder Amphetaminpräparate nicht ausreichend ansprechen oder sich anderweitig als ungeeignet erweisen, steht als Medikation der zweiten Linie der α2-Rezeptor-Agonist Guanfacin (Handelsname Intuniv) zur Verfügung. Er fördert insbesondere die Signalübertragung im präfrontalen Cortex. In seiner Wirkung bei ADHS ist er Atomoxetin (siehe unten) überlegen. Guanfacin ist in den USA seit September 2009 und in der gesamten EU seit September 2015 zugelassen.

#### Atomoxetin
Atomoxetin ist ein selektiver Noradrenalin-Wiederaufnahmehemmer (Handelsname Strattera). Der Wirkeintritt kann jedoch im Gegensatz zu Stimulanzien erst nach einigen Wochen beurteilt werden. Bei Beginn der Anwendung soll die Dosis schrittweise gesteigert werden bis zur sogenannten Wirkdosis, die dann erreicht ist, wenn die normalerweise zu erwartende Wirkung eingetreten ist.
Hinsichtlich der Behandlung von Kindern und Jugendlichen liegt seit September 2005 ein Rote-Hand-Brief des Herstellers vor, in dem über ein signifikant erhöhtes Risiko der Begünstigung oder Auslösung von aggressivem Verhalten, Suizidalität und Suizidhandlungen unter Atomoxetin im Vergleich zu Placebo bei Kindern, nicht aber bei Erwachsenen informiert wird. Bei Auftreten von Suizidgedanken unter dem Medikament soll demnach die Einnahme beendet werden. Umfangreiche nachfolgende Untersuchungen zeigten jedoch, dass ein erhöhtes Suizidrisiko weder bei Heranwachsenden noch bei Erwachsenen bestehe.
Die Wirksamkeit von Atomoxetin ist etwas geringer als bei Stimulanzien oder Guanfacin, jedoch gut belegt.
Atomoxetin kann neben seiner Wirkung bei ADHS auch eine begleitende Ticstörung mildern.

#### Cannabis
Cannabis soll gemäß der S3-Leitlinie ADHS bei Kindern, Jugendlichen und Erwachsenen (2017) nicht für die ADHS-Behandlung eingesetzt werden. Die Leitlinie ist allerdings abgelaufen und soll erneuert werden.

#### Kombinationstherapie
Eine Kombinationstherapie ist bei ADHS bei Erwachsenen nicht ungewöhnlich. Eine Kombinationstherapie lag in einer Studie von 2009 in mehr als 20 % der Behandlungszeiträume aller Medikamente vor. Kombinationen waren dabei je nach Medikament unterschiedlich häufig. Sie reichten von ca. 20 % der Behandlungszeiträume bei Atomoxetin bis zu 53 % bei α2-Adrenozeptor-Agonisten. Die in absoluten Zahlen am häufigsten vorkommende Kombination war Bupropion mit einem langfristig wirkenden Stimulans.
Zu den Patientencharakteristika, bei denen eine Kombinationstherapie statistisch gehäuft vorkam, gehörten ein Alter über 24 Jahre, kürzlicher Besuch eines Psychiaters, hyperaktive Komponente von ADHS und komorbide Depressionen.

#### Andere Substanzen
Begleitend oder alternativ zu Stimulanzien, Guanfacin oder Atomoxetin werden noch weitere Medikamente eingesetzt, insbesondere Antidepressiva. Typische Indikationen für letztere sind Depressionen, Angststörungen oder Zwangsstörungen, die als Begleit- oder Folgeerkrankungen aufgetreten sind. Als alleinige Medikation sind diese Arzneimittel jedoch gegen ADHS-Symptome wirkungslos oder von sehr geringer Wirkung, mit Ausnahme von Bupropion, das hierbei eine kleine Wirkung zeigt.
Beispiele für eingesetzte Antidepressiva sind:
- Bupropion ist ein selektiver Noradrenalin- und Dopamin-Wiederaufnahmehemmer. Allerdings ist die Wirkung dieser Substanz bezüglich der ADHS-Symptome gering.[134]
- Selektive Serotonin-Noradrenalin-Wiederaufnahmehemmer (SNRI) wie Venlafaxin und Duloxetin, welche die Wiederaufnahme von Serotonin und Noradrenalin in die Präsynapse hemmen. Allerdings liegen für keine der beiden Substanzen bislang (Stand Januar 2016) ausreichende Daten zur Wirksamkeit bei ADHS vor, die eine Empfehlung für diese Patienten rechtfertigen würden.[135][136]
- Trizyklische Antidepressiva wie Desipramin, Imipramin oder Doxepin. Für Desipramin konnten zwar Anzeichen für eine kurzfristige Besserung der ADHS-Symptome gefunden werden, wegen der Nebenwirkungen (unter anderem Erhöhung von Blutdruck und Pulsfrequenz) wurde jedoch wenig Anlass für eine Anwendung gesehen.[137] Für die beiden anderen Substanzen liegen keine ADHS-spezifischen Daten vor. Nortriptylin wird ebenfalls zur Behandlung von ADHS eingesetzt.[138][139]
- Selektive Serotonin-Wiederaufnahmehemmer (SSRI) wie z. B. Fluoxetin oder Sertralin, welche die Wiederaufnahme von Serotonin in die Präsynapse hemmen, kommen in Betracht als mögliche zusätzliche Medikation, insbesondere bei begleitenden Anzeichen von Depression.[43]

Andere Arzneimittel, für die jedoch noch keine ausreichenden Daten für eine Anwendung bei ADHS vorliegen:
- Modafinil ist ein zur Behandlung der Narkolepsie zugelassenes Stimulans, das auch bei der ADHS-Therapie off-label angewandt werden kann. Versuche über Wochen zeigten positive Ergebnisse bei ADHS, jedoch fehlen Untersuchungen zur Langzeitbehandlung, und von 2006 bis 2016 sind keine weiteren Übersichtsstudien (reviews) mehr erschienen.[140][141]
- Metadoxin (bekannt aus der Alkoholentgiftung) hat sich in einigen Studien mit Erwachsenen als teilweise wirksames ADHS-Medikament erwiesen, wobei jedoch nur Verbesserungen eintraten in der Aufmerksamkeit und nur bei ADHS-Patienten mit Störungen vorwiegend im Bereich Aufmerksamkeit. Diese spezielle Wirkung trat dann allerdings bereits bei einmaliger Anwendung innerhalb von 3–5 Stunden auf.[142][143][144]

#### Lokalanästhetika bei ADHS
Bei ADHS kann es zu unerwarteten Abweichungen bei der Wirkung von Lokalanästhetika kommen. Siehe Lokalanästhesie (Zahnmedizin)#Lokalanästhesie bei ADHS.

### Psychotherapie
Psychotherapeutische Behandlungsmethoden können ein nützlicher Bestandteil im Rahmen der multimodalen Therapie sein.

#### Verhaltenstherapie
Ziel verhaltenstherapeutischer Maßnahmen ist es, dass die Betroffenen geeignete Fähigkeiten erwerben, um mit den Besonderheiten und Problemen zurechtzukommen, die ADHS mit sich bringt. Im Kindesalter orientieren sich verhaltenstherapeutische Therapieprogramme daran, in einem Elterntraining Informationen zu ADHS und geeignete Hilfen zum Einrichten von Regeln und Ordnung zu bieten (z. B. Übungen mit einem Token-System oder Response-Cost; Hilfen im Verhalten bei Problemen). Weitere Zielsetzungen können die Verbesserung der Selbststeuerung (z. B. durch Coaching, Selbstinstruktionstraining oder Selbstmanagement-Therapie) und die Förderung des Selbstwertgefühls der Kinder und Jugendlichen sein.
Zur Behandlung wurden Therapieprogramme entwickelt, die speziell auf Verhalten und Aufmerksamkeit der betroffenen Kinder ausgerichtet sind. Besonders haben sich hierbei operante Therapieprogramme bewährt. Durch verschiedene beiliegende Materialien und Übungen wird versucht, geeignetes Verhalten und Aufmerksamkeit zu fördern. Sie verwenden zumeist Pläne und versuchen, schon Kindern Wissen über Aufmerksamkeit und strategisches Handeln zu vermitteln. Eine bedeutende Aufgabe haben die Eltern, die die unterschiedlichen Therapieschritte möglichst unterstützen und beobachten sollten.
Die Wirksamkeit von Verhaltenstherapie bei ADHS ist mehrfach nachgewiesen worden, sowohl ohne als auch mit Kombination von Medikamenten. Wurden Medikamente mit Verhaltenstherapie kombiniert, war eine geringere Dosierung der Medikamente ausreichend.

### Weitere Unterstützungsmaßnahmen

#### Bei Schulproblemen
Sollte das Kind bereits im Vorschulbereich besondere Hilfe benötigen, kann ein Besuch der Vorschule oder einer Frühförderung sinnvoll sein.
Bei Kindern, die an ADHS leiden, muss sorgfältig geprüft werden, welche Schulform ihrer Leistungsfähigkeit entspricht. Dabei sollte beachtet werden, ob sie eventuell schulisch über- oder unterfordert sind. Bei massiven Verhaltensproblemen kann auch der Besuch einer integrativen Klasse oder Förderschule zum Erhalt besonderer Erziehungshilfen notwendig werden. Der Besuch einer Heimschule mit spezieller pädagogischer Förderung kann sinnvoll sein, wenn der Besuch einer Regel- oder Förderschule nicht mehr möglich ist. Hier besteht die Möglichkeit der intensiven pädagogischen Förderung in kleinen Gruppen.

#### Ergotherapie
Mit ADHS sind häufig Schwierigkeiten mit der Motorik verbunden, die sowohl Grobmotorik als auch die Feinmotorik betreffen. Abhilfe kann hier eine Ergotherapie schaffen. Weiterhin kann die Ergotherapie Hilfe im Bewältigen von alltäglichen Problemen leisten. Dazu zählen u. a. das Erlernen von kompensierenden Strategien, angemessenem Sozialverhalten sowie Elterntraining und Beratung zur Förderung des Kindes im Alltag.

#### Körperliche Übungen
Meditation, Achtsamkeitsübungen und Sport können die charakteristischen Symptome mildern und das Sozialverhalten verbessern.

#### Hilfen zur Erziehung
Die Kinder- und Jugendhilfe bietet interessierten Eltern als unterstützende Maßnahmen Hilfen zur Erziehung, zum Beispiel Erziehungsberatung, sozialpädagogische Familienhilfe, Tagesgruppen oder Lerntherapie. Dabei wird versucht, erzieherischen Methoden und einer speziellen Förderung die oft existierenden Defizite im Verhalten zu verringern und darüber hinaus auch eine Verbesserung der schulischen Leistungen zu bewirken.
Eltern haben auch die Möglichkeit, selbst gewählte Hilfen über das regional zuständige Jugendamt zu beantragen. Nach § 5 SGB VIII besteht für die Eltern ein Wunsch- und Wahlrecht hinsichtlich der Art des Hilfeangebotes und des Anbieters bzw. Beraters. In der Regel reicht es, einen formlosen Antrag auf Hilfe zur Erziehung zu stellen.

#### Elterntraining
Durch eine Verbesserung der Erziehungskompetenz der Eltern soll Folgeproblemen in der Eltern-Kind-Beziehung und im Sozialverhalten vorgebeugt bzw. diese reduziert werden. Als hilfreich haben sich hauptsächlich lerntheoretisch basierte Konzepte wie Triple P oder Starke Eltern – Starke Kinder herausgestellt, die alle von einer Verstärkung der positiven, sozial verträglichen Verhaltensweisen der Kinder ausgehen und neuropsychologische Erkenntnisse über das Gehirn einbeziehen.

#### Selbsthilfegruppen
Selbsthilfegruppen existieren hauptsächlich als Gruppen für Angehörige (meistens Elterngruppen) oder für betroffene Erwachsene. Die erlebte Unterstützung in Selbsthilfegruppen und der Austausch mit Menschen mit ähnlichen Problemen kann günstigen Einfluss auf das Selbstbild, die Handlungsfähigkeit und die Selbstwirksamkeitserwartungen der Betroffenen bzw. der Angehörigen ausüben.

#### Coaching
Bei einem Coaching steht dem Betroffenen neben dem Therapeuten und dem Arzt noch eine Vertrauensperson zur Verfügung, die ihn unterstützt, mit ihm Ziele entwirft und mit ihm gemeinsam Strategien entwickelt, wie diese Ziele im Alltag zu erreichen sind. Somit arbeitet der Coach eng mit dem Betroffenen zusammen und hilft ihm, die getroffenen Vorsätze umzusetzen und das Selbstmanagement zu stärken. Coaching ist – anders als das Angebot durch Ärzte, Psycho- und Ergotherapeuten – keine Leistung der Krankenversicherungen und in der Regel selbst zu finanzieren. Eine neue, ehrenamtliche Form des Coachings hat sich durch die digitalen Medien entwickelt, so über E-Mails, Austausch und Beratung in Selbsthilfeforen und online-Elterncoaching.

### Alternative Behandlungen

#### Neurofeedback-Training
Neurofeedback ist eine Spezialform eines Biofeedback-Trainings, bei der eine trainierende Person computergesteuert optische oder akustische Rückmeldung über Veränderungen der EEG-Signale ihres Gehirns erhält. Dies ist zum Beispiel ein Flugzeug auf dem Bildschirm, das dann an Höhe gewinnt, wenn bestimmte EEG-Signale sich in eine bestimmte Richtung verändern. Der Computer misst die EEG-Signale und lässt das Flugzeug (nahezu in Echtzeit) steigen, wenn die EEG-Signale durch eine bestimmte gedankliche Konzentration verändert werden und diese Veränderung in die „richtige“ – vorher einprogrammierte Richtung – geht.
Grundlage ist die Erfahrung, dass bei ADHS – statistisch gesehen – bestimmte Besonderheiten des EEG vorliegen. Daraus wurde von Manchen die Vermutung abgeleitet, dass Veränderung dieser Abweichungen – in Richtung Normalisierung – durch Neurofeedback dem Patienten nützen könnte. Ein Problem hierbei ist jedoch, dass die EEG-Abweichungen von Patient zu Patient stark variieren und zum Beispiel eine ADHS-Diagnose aufgrund von EEG-Ergebnissen nicht möglich ist. Ein weiteres Problem ist, dass die Abweichungen im Gehirn, die die Abweichungen der EEG-Signale verursachen, in der Regel so gut wie unbekannt sind. Die Forschung hierzu befindet sich noch (Stand Januar 2016) in sehr bescheidenen Anfängen.
Bei Untersuchungen zur Wirksamkeit von Neurofeedback-Training bei ADHS wurden anfänglich Besserungen bei den Symptomen verzeichnet. Als man jedoch ausschloss, dass die Erwartungshaltung die Ergebnisse beeinflusste (Blindstudie), verringerte sich die Wirkung markant oder verschwand völlig. Als man schließlich die Wirkungen bei echtem und vorgetäuschtem Feedback (Placebo) verglich, so war kein Unterschied festzustellen. Neurofeedback war demnach also nur wirksam durch seine allgemeine Förderung von Konzentration und Selbstkontrolle, ähnlich wie entsprechendes Training in Verhaltens- oder Ergotherapie.

#### Eliminationsdiät
Studien des ADHS Research Center in Eindhoven mit der Universität Rotterdam zeigten, dass mit Hilfe der Eliminationsdiät bei manchen Kindern mit ADHS-Symptomen Erfolge erzielt werden konnten. Eine Studie mit 100 Teilnehmern zeigte bei 64 % der damit behandelten Kindern eine bedeutsame (signifikante) Verminderung der ADHS-Symptome. Diese aßen zunächst nur Reis, Gemüse und Fleisch. Alles andere wurde aus dem Speiseplan entfernt. Nachdem die ADHS-Symptome vermindert waren, wurden Mahlzeiten um weitere Nahrungskomponenten ergänzt, um die möglichen Auslöser für ADHS zu identifizieren. Tatsächlich lösten nur einige wenige Lebensmittel ADHS aus, die – gemäß Studie – dauerhaft vermieden werden sollten. Die betroffenen Lebensmittel unterschieden sich dabei von Kind zu Kind.
Eine Übersichtsstudie von 2014 berichtete, dass es kleine – aber zuverlässige – Wirkungen bei dieser Methode gebe. Viele Fragen seien jedoch noch offen, insbesondere die Klärung, ob es im Voraus bestimmte Anzeichen dafür gibt, ob ein Betroffener möglicherweise von dieser Methode eine Besserung erwarten könne.

#### Nährstofftherapie
In einer randomisierten, dreifachverblindeten Studie wurde gefunden, dass die mittelfristige Gabe (für 8 Wochen) einer breiten Palette an Vitaminen und Mineralstoffen Verhaltensprobleme (ADHS-Symptome) verringert und die Kinder zudem stärker wachsen lässt. Dabei wurden im Verlauf der Supplementierung keine schwerwiegenden unerwünschten Ereignisse oder klinisch bedeutsame Veränderungen gefunden. Eine andere Studie fand, dass auch die langfristiger Verwendung von Supplements (3 Jahre untersucht) sicher bei der Behandlung von ADHS ist („substantial psychiatric benefits observed appear to outweigh the minimal observed risks“).
Die zusätzliche Einnahme von Omega-3-Fettsäuren hat nach einer Übersichtsstudie von 2014 einen mäßigen positiven Effekt auf die Symptome von ADHS. Für die mögliche Wirksamkeit einer zusätzlichen Einnahme von Magnesium, Zink oder Eisen gibt es (Stand Januar 2016) keine herausragenden Belege.

#### Umstrittene Ansätze
Andere Ansätze können aufgrund der bisherigen Ergebnisse von Untersuchungen und Doppelblind-Studien als wirkungslos gegenüber ADHS oder gesundheitlich bedenklich angesehen werden.
Eine Cochrane Systematic Review überprüfte 2007 die bis dahin publizierten homöopathischen Behandlungen von Kindern mit ADHS. Laut der Studie gab es keinen signifikanten Effekt auf die Kernsymptome Unaufmerksamkeit, Hyperaktivität und Impulsivität, ebenso wenig auf begleitende Symptome wie gesteigerte Ängstlichkeit. Es gebe keine Belege für die Wirksamkeit von Homöopathie bei der Behandlung von ADHS. Weiteren Wirksamkeitsstudien sollte eine Entwicklung bestmöglicher Aufzeichnungen (Protokolle) der Behandlungen vorausgehen. Homöopathie ist daher ungeeignet, eine konventionelle Therapie zu ersetzen und Heilkunde lediglich als eine mögliche Ergänzung zu betrachten.
Die Behandlung mit sogenannten AFA-Algen ist gefährlich, da diese Blaualgen im Allgemeinen Toxine beinhalten, die sowohl die Leber als auch das Nervensystem nachhaltig schädigen können. Das kanadische Gesundheitsministerium sah sich nach entsprechenden Untersuchungen veranlasst, eine entsprechende Meldung herauszugeben und vor der Einnahme zu warnen – ebenso wie das Bundesinstitut für gesundheitlichen Verbraucherschutz und Veterinärmedizin.

## Geschichte

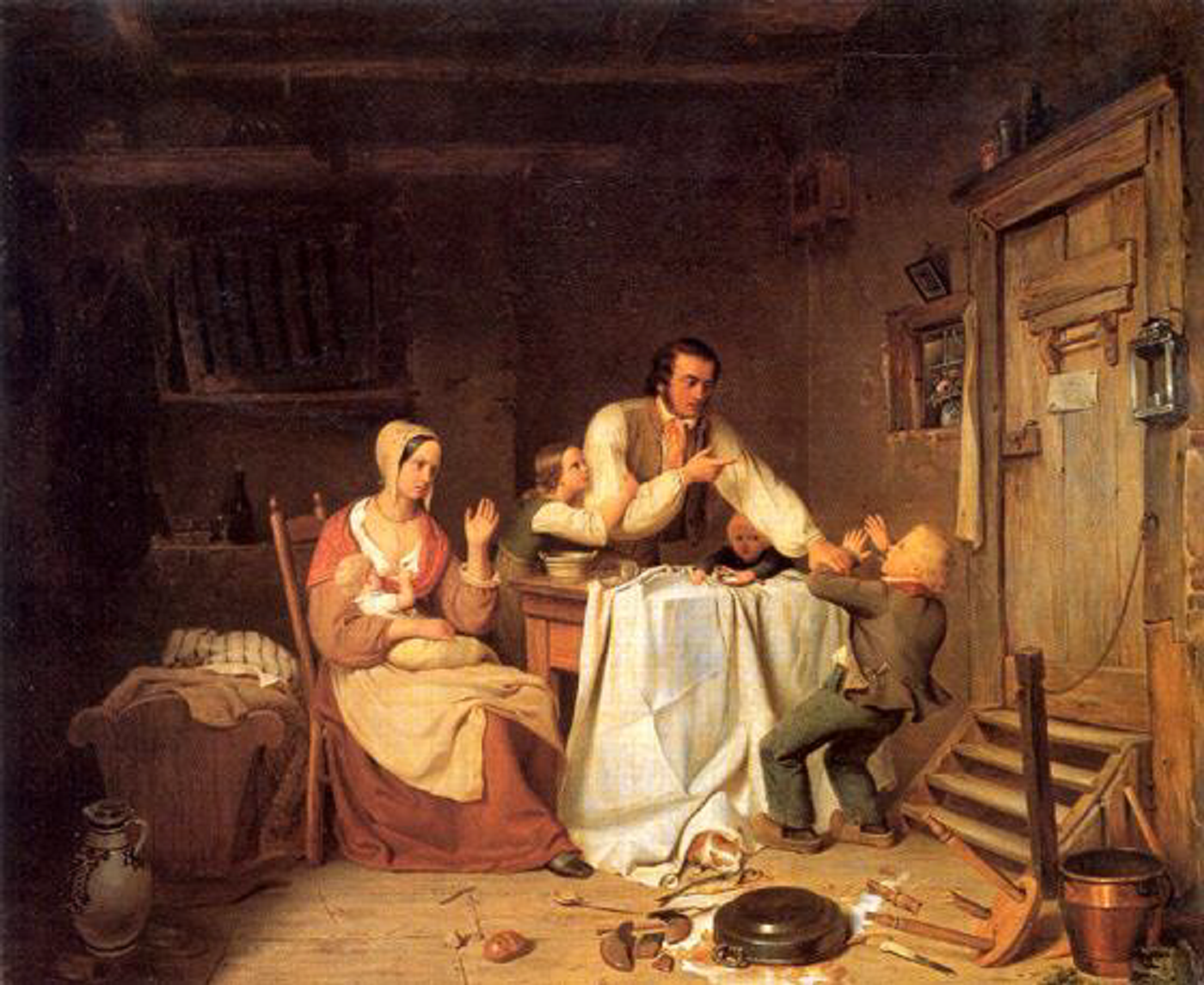
Unterbrochene Mahlzeit (1838), Gemälde von Heinrich von Rustige; Vorlage zur Figur des Zappel-Philipps im Bilderbuch Struwwelpeter (1845).

Dass Mangel an Aufmerksamkeit auch ein medizinisches Thema sein kann, beschrieb erstmals 1775 der deutsche Arzt Melchior Adam Weikard. In seinem umfangreichen Buch Der philosophische Arzt schrieb er unter dem Kapitel „Mangel der Aufmerksamkeit, Zerstreuung, Attentio volubilis“ (lat. unbeständige Anspannung/Aufmerksamkeit):

„Ein unaufmerksamer Mensch wird es nie zu gründlichen Kenntnissen bringen. Er hört, ließt, und studiert nur obenhin; wird falsche Urtheile fällen, und den wahren Werth und die ächte Beschaffenheit der Dinge verkennen, weil er nicht hinlängliche Zeit und Gedult verwendet, um eine Sache tief einzusehen, einzeln oder stückweise mit hinreichender Genauigkeit zu durchforschen. Dergleichen Leute wissen alles nur halb; sie merken oder hinterbringen es auch nur zur Hälfte.“

1798 beschrieb der schottische Arzt Alexander Crichton (1763–1856), der unter anderem in mehreren deutschen Städten studiert hatte und vermutlich Weikards Buch kannte, Aufmerksamkeitsstörungen ausführlich.
1845 beschrieb der Frankfurter Arzt Heinrich Hoffmann im Struwwelpeter einige typische ADHS-Verhaltensweisen (Zappel-Philipp, Hans Guck-in-die-Luft). Hoffmann betrachtete diese jedoch als Erziehungsprobleme und nicht als psychische Störung.
1902 beschrieb der englische Kinderarzt George Frederic Still das Störungsbild erstmals wissenschaftlich. Er schlug vor, dass nicht eine schlechte Erziehung oder ungünstige Umweltbedingungen, sondern ein „Krankheitsbild Defekt der moralischen Kontrolle ohne allgemeine geistige Behinderung und ohne körperliche Erkrankung“ vorliege. Einige dieser Kinder zeigten eine „Krankheitsgeschichte ernsthafter cerebraler Störung in früher Kindheit“. Die eigentliche Beschäftigung mit den neurobiologischen Grundlagen des ADHS begann allerdings erst in den 1970er Jahren.
1908 publizierte Alfred F. Tredgold sein Werk Mental Deficiency (Amentia). Es gilt (wie die Werke von Still) als Grundlagenwerk für die moderne Geschichte von ADHS.
1932 beschrieben Franz Kramer und Hans Pollnow die hyperkinetische Erkrankung.
1937 setzte Charles Bradley erstmals Amphetamin bei verhaltensauffälligen Kindern ein, deren Probleme sich daraufhin besserten. 1944 entwickelte Leandro Panizzon das wirkungsähnliche Methylphenidat; 1954 wurde die Substanz von Ciba (heute Novartis) unter dem Namen Ritalin auf den Markt gebracht.
In den 1960ern und 1970ern wurde das Störungsbild als Minimale Cerebrale Dysfunktion (MCD) bezeichnet.
Seit 1978 listet die Internationale Klassifikation der Krankheiten (ICD-9) das Krankheitsbild Hyperkinetische Störung auf.
1970 stellte Virginia Douglas in ihrer Arbeit an der McGill University statt der Hyperaktivität das Aufmerksamkeitsdefizit in den Mittelpunkt des Störungsbildes. Unter ihrem Einfluss änderte dann 1980 das DSM-III die Bezeichnung von Hyperkinetische Reaktion des Kindesalters in Aufmerksamkeits-Defizit-Störung (mit oder ohne Hyperaktivität, ADS).
1987 benannte man die Störung im DSM-III-R erneut um in Aufmerksamkeitsdefizit-/Hyperaktivitätsstörung (ADHS) und behielt diesen Begriff bis heute bei.
Nach der Zunahme der ADHS-Diagnosen und infolge des Anstiegs der Stimulanzien-Verschreibungszahlen in den 1990er Jahren gab es von nicht-fachlicher Seite vereinzelt die Auffassung, ADHS sei eine „erfundene Krankheit“. In Wirklichkeit handele es sich um eine Variante des normalen Verhaltens, nicht um ein medizinisch erklärbares Problem und somit auch nicht um eine Sache für den Arzt. Die „Erfindung“ liefere eine willkommene „Erklärung“ für Probleme in Familie und Schule, lenke von Erziehungsfehlern ab und verschaffe dem Gesundheits-Sektor eine Goldgrube. Daher sahen sich einige Journalisten veranlasst, diese Auffassung aufzugreifen und massenwirksam das Bild eines möglichen Medizin-Skandals zu verbreiten. Im Januar 2002 veröffentlichten deshalb 86 Experten vom Fach eine Internationale Konsens-Erklärung zu ADHS, in der diese Aktivitäten in ungewöhnlich scharfer Form als haltlos und schädlich für alle Betroffenen verurteilt wurden.

## Kontroversen um ADHS

### Risiken von Nicht- oder Fehlbehandlung
Der aktuelle Forschungsstand zu Ursachen, Behandlungsmöglichkeiten und den nachhaltigen Auswirkungen von unbehandeltem ADHS auf die Lebensgeschichte ist außerhalb von Fachkreisen nicht immer ausreichend bekannt. Daher sind Fehlinformationen und nicht auf Fakten basierende Argumente zum Thema weiterhin weit verbreitet. Häufig werden Ängste vor der Medikation mit Methylphenidat (Ritalin) aufgegriffen und insbesondere die Nebenwirkungen sowie eine vermeintliche Persönlichkeitsveränderung betont. Eltern, die sich zur Verabreichung von Ritalin entscheiden, wird mehr oder weniger direkt vorgeworfen, es sich zu leicht zu machen, ihre Erziehungsaufgabe zu verweigern und ihr Kind zu schädigen. Die daraus resultierende Verunsicherung von Eltern der betroffenen Kinder (und von Betroffenen selbst) führt häufig zur Verweigerung einer medikamentösen Behandlung oder einer verspätet und halbherzig einsetzenden medikamentösen Therapie. Unter Umständen entstehen dadurch auch Konflikte zwischen den Eltern, die in diesem Punkt dann zusätzlich gegeneinander arbeiten.
ADHS-Kinder, bei denen eine Behandlung ohne Medikamente offenkundig nicht ausreicht, um den Leidensdruck auf ein erträgliches Maß zu reduzieren, sind den erweiterten Risiken von sozialer Isolation, emotionaler oder körperlicher Misshandlung, Schulschwierigkeiten oder -abbrüchen, der Entstehung zusätzlicher Störungen sowie einer zunehmenden Entwicklungsverzögerung ausgesetzt. Auch neigen unbehandelte Betroffene überproportional häufig zu Alkohol- und Nikotin-Missbrauch, generell vermehrt zu legalen und illegalen Suchtmitteln (Drogen als dysfunktionale Selbstmedikation), zu riskantem Sexualverhalten und häufigeren ungeplanten Schwangerschaften sowie Elternschaft im Teenageralter. Im Straßenverkehr stellt ihre erhöhte Unfallneigung ein weiteres Problem dar.

### Über- und Unterdiagnostizierung
Wegen der starken Zunahme der ADHS-Diagnosen seit den 1990er Jahren wurde vielfach die Befürchtung geäußert, dass die Diagnose zu oft gestellt wird. Eine gezielte Untersuchung dieser Frage von 2007 konnte jedoch keine Belege hierfür finden.
Im Bereich der Erwachsenen wurde 2014 durch die Analyse umfangreicher Daten von 1976 bis 2013 festgestellt, dass viele Betroffene, die von einer Behandlung große Vorteile hätten, keine Diagnose und somit auch keine Behandlung erhalten hatten.

## Kommerzielle Aspekte
Im Jahr 2012 wurden 61,03 Mio. definierte Tagesdosen (Defined Daily Dose, DDD) Arzneimittel zur medikamentösen Behandlung von ADHS verordnet – ausgehend von 59,11 Mio. DDD (im Jahr 2011) und 59,35 Mio. DDD (2010). Zum Vergleich: Im Jahr 2012 wurden 1323,86 Mio. DDD Antidepressiva und 82,76 Mio. DDD Psychopharmaka zur Demenzbehandlung verschrieben.
Speziell die Verschreibungen von Methylphenidat stiegen von 1,3 Mio. DDD im Jahr 1995 über 13,5 Mio. DDD (2000) und 33 Mio. DDD (2005) auf 55 Mio. DDD (2009). Seither flachte die Zunahme ab und stabilisierte sich in den Folgejahren bei 58 Mio. DDD (2010 und 2011) und 60 Mio. DDD (im Jahr 2012). 2011 wurde Methylphenidat an knapp 336.000 Personen verschrieben.
Die hauptsächlich zur medikamentösen Behandlung eingesetzten Stimulanzien Methylphenidat und Amphetamin sind patentfrei sowie frei von ergänzenden Schutzzertifikaten und als kostengünstige Generika bzw. Apothekenrezepturen verfügbar. Atomoxetin war dagegen bis 2017 exklusiv für Eli Lilly and Company geschützt und war daher teurer als die entsprechende Medikation mit Stimulanzien. Die ADHS-Behandlung in maximal zulässiger Atomoxetin-Dosierung kostete laut einer Information der Kassenärztlichen Bundesvereinigung von Dezember 2005 ungefähr 4,3-mal so viel wie die entsprechende Therapie mit nicht retardiertem Methylphenidat.